# Andrew Sarauer
Andrew Sarauer (* 17. November 1984 in Saskatoon, Saskatchewan) ist ein ehemaliger kanadischer Eishockeyspieler mit ungarischer Staatsbürgerschaft, der zuletzt bis 2023 bei Alba Volán Székesfehérvár in der Österreichischen Eishockey-Liga unter Vertrag stand.

## Karriere
Andrew Sarauer begann seine Karriere als Eishockeyspieler bei Victoria Salsa, für die er von 2002 bis 2003 in der kanadischen Juniorenliga British Columbia Hockey League aktiv war. In der Folgesaison spielte er beim Ligakonkurrenten Langley Hornets. Anschließend wurde er im NHL Entry Draft 2004 in der vierten Runde als insgesamt 125. Spieler von den Vancouver Canucks ausgewählt, für die er allerdings nie spielte. Stattdessen spielte er die folgenden vier Jahre für die Northern Michigan Wildcats, das Team der Northern Michigan University, in der Central Collegiate Hockey Association. Anschließend spielte er von 2008 bis 2011 vorwiegend in der ECHL für die Johnstown Chiefs und die Reading Royals, wurde aber auch von den Lake Erie Monsters, den Norfolk Admirals und je einmal den Rockford IceHogs und den Hershey Bears in der American Hockey League eingesetzt. 2011 zog es ihn erstmals über den Großen Teich westwärts und er spielte eine Saison für die Frederikshavn White Hawks in der ersten dänischen Liga spielte. Nachdem er die Spielzeit 2012/13 noch einmal in der ECHL bei den Las Vegas Wranglers verbracht hatte, kehrte er nach Europa zurück und spielte seither mit einer Unterbrechung 2016/17, als er für den Villacher SV aktiv war, für Alba Volán Székesfehérvár in der Österreichischen Eishockey-Liga. 2015 wurde er als Topscorer der ÖEHL ausgezeichnet. 2023 beendete er seine Karriere. Anschließend wurde er Trainerassistent bei den Wenatchee Wild aus der Western Hockey League.

### International
2015 erhielt Sarauer die ungarische Staatsbürgerschaft und debütierte bei der Weltmeisterschaft desselben Jahres für die Ungarische Nationalmannschaft, mit der er durch einen zweiten Platz in der A-Gruppe der Division I in die Top-Division aufstieg. Er selbst trug als Topscorer – gemeinsam mit den Kasachen Roman Startschenko, Kevin Dallman, Jewgeni Rymarew, Wadim Krasnoslobodzew und Konstantin Rudenko – und als bester Torvorbereiter (gemeinsam mit seinem Landsmann Frank Banham und dem Kasachen Talghat Schailauow) zu dem Erfolg maßgeblich bei. Zudem wurde er zum besten Spieler seiner Mannschaft gekürt. Bei der Weltmeisterschaft 2016 spielte er dann in der Top-Division, aus der die Magyaren aber trotz eines 5:2-Erfolges gegen Belarus umgehend wieder abstiegen. So spielte er bei den Weltmeisterschaften 2017, 2018  und 2019 erneut in der Division I. Zudem vertrat er seine neue Heimat bei den Olympiaqualifikationsturnieren für die Winterspiele in Pyeongchang 2018 und in Peking 2022.

## Erfolge und Auszeichnungen
- 2015 Topscorer der Österreichischen Eishockey-Liga
- 2015 Aufstieg in die Top Division mit Ungarn bei der Weltmeisterschaft der Division I, Gruppe A
- 2015 Meiste Torvorlagen und Topscorer bei der Weltmeisterschaft der Division I, Gruppe A

## Statistik
(Stand: Ende der Saison 2022/23)